# Sportåret 1876

## Händelser

### Allmänt
- 3 februari - Albert Spalding startar med $800 ett företag som tillverkar sportutrustning.[1]

### Amerikansk fotboll
- 23 november - Columbia, Harvard och Princeton grundar Intercollegiate Football Association.[1]

### Baseboll
- 2 februari - National League (NL) grundas officiellt i Chicago med klubbar från Chicago, Boston, Cincinnati, Hartford, Louisville, New York, Philadelphia och St. Louis.[2]
- 22 april - Boston Red Caps slår Philadelphia Athletics med 6–5 i den första matchen i NL:s historia.[2]
- 25 april - Chicago White Stockings slår Louisville Grays med 4–0 i den första matchen i NL:s historia där ena laget håller nollan (en så kallad shutout).[2]
- 2 maj - I Cincinnati blir Ross Barnes i Chicago White Stockings först att slå en homerun i NL:s historia.[2]
- 25 maj - Philadelphia Athletics och Louisville Grays spelar 2–2 i den första oavgjorda matchen i NL:s historia.[2]
- 10 december - New York Mutuals och Philadelphia Athletics utesluts ur NL för att inte ha slutfört spelschemat.[2]
- Chicago White Stockings vinner NL.[3]

### Boxning
- 16 mars - Nelly Saunders och Rose Harland utkämpar en tidig dammatch i boxning i New York.[1]
- Okänt datum - Efter 3 år utan matcher, försvarar Tom Allen slutligen den amerikanska mästerskapstiteln mot Joe Goss i Boone County i Kentucky, USA.[4]  Goss, en annan engelsk boxare, tar titeln då Allen diskvalicieras för felaktigt slag i 14:e ronden.  Goss är en annan inaktiv mästare, och försvarar inte titeln förrän i maj 1880.[5]

### Cricket
- Okänt datum - Gloucestershire CCC vinner County Championship [6].

### Fotboll
- 25 mars - Wales spelar sin första officiella landskamp i fotboll, då man i Glasgow förlorar med 0–4 mot Skottland.[7]

### Friidrott
- 16 mars - Marshall Jones Brooks blir förste höjdhoppare att nå över 6 fot.[1]
- 20 juli - Första friidrottstävlingen mellan collegeskolor i USA hålls.[1]

### Hästsport
- 15 maj - Vid andra Kentucky Derby vinner Bobby Swim på Vagrant med tiden.[1]

### Rodd
- 8 april - Universitetet i Cambridge vinner universitetsrodden mot Oxfords universitet.

### Segling
- 12 augusti - Amerikanska Madeline besegrar brittiska Countess Dufferin och vinner America's Cup.[1]

## Födda
- 14 december – Karl Richter, svensk sportskytt, olympisk bronsmedaljör.

### Fotnoter
1. 1 2 3 4 5 6 7  ”Chronology of Sports”. Arkiverad från originalet den 22 juli 2011. https://web.archive.org/web/20110722012455/http://worldtimeline.info/sports/. Läst 18 juli 2011.
2. 1 2 3 4 5 6  ”Charlton's Baseball Chronology - 1876” (på engelska). Charlton's Baseball Chronology. Arkiverad från originalet den 4 juni 2011. https://web.archive.org/web/20110604091914/http://www.baseballlibrary.com/chronology/byyear.php?year=1876. Läst 11 augusti 2015.
3. ↑  ”The 1876 Season” (på engelska). Retrosheet. http://www.retrosheet.org/boxesetc/1876/Y_1876.htm. Läst 11 augusti 2015.
4. ↑  Cyber Boxing Zone – Tom Allen. läst 12 november 2009.
5. ↑  Cyber Boxing Zone – Joe Goss.  läst 12 november 2009.
6. ↑  En inofficiell titel fram till december 1889 då första officiella County Championship spelades.
7. ↑  ”International matches of Wales” (på engelska). RSSSF. http://www.rsssf.com/tablesw/wal-intres.html. Läst 20 augusti 2011.